# Dalejów
Dalejów – przysiółek wsi Sorbin w Polsce, położony w województwie świętokrzyskim, w powiecie skarżyskim, w gminie Bliżyn.
W latach 1975–1998 przysiółek administracyjnie należał do województwa kieleckiego.